# Romain De Loof
Romain De Loof (ur. 6 marca 1941 w Eeklo) – belgijski kolarz torowy i szosowy, pięciokrotny medalista torowych mistrzostw świata.

## Kariera
Pierwszy sukces w karierze Romain De Loof osiągnął w 1959 roku, kiedy został wicemistrzem kraju w indywidualnym wyścigu na dochodzenie. Rok później wystartował na igrzyskach olimpijskich w Rzymie, gdzie wraz z kolegami z reprezentacji zajął ostatnie miejsce w drużynowym wyścigu na dochodzenie. Na torowych mistrzostwach świata w Mediolanie w 1962 roku zdobył złoty medal w wyścigu ze startu zatrzymanego, wyczyn ten powtarzając rok później, podczas mistrzostw świata w Liège. W 1964 roku przeszedł na zawodowstwo. Pierwszy medal w tej kategorii zdobył na mistrzostwach świata w San Sebastián w 1965 roku, gdzie był drugi za Hiszpanem Guillermo Timonerem. Podczas rozgrywanych 1966 roku mistrzostw we Frankfurcie w swej koronnej konkurencji był już najlepszy. Ostatnie trofeum wywalczył na mistrzostwach świata w Amsterdamie w 1967 roku, gdzie wyprzedził go jedynie jego rodak Leo Proost. Wielokrotnie zdobywał medale torowych mistrzostw kraju, w tym dziewięć złotych. Startował także w wyścigach szosowych, jednak bez większych sukcesów.